# Boryszyn

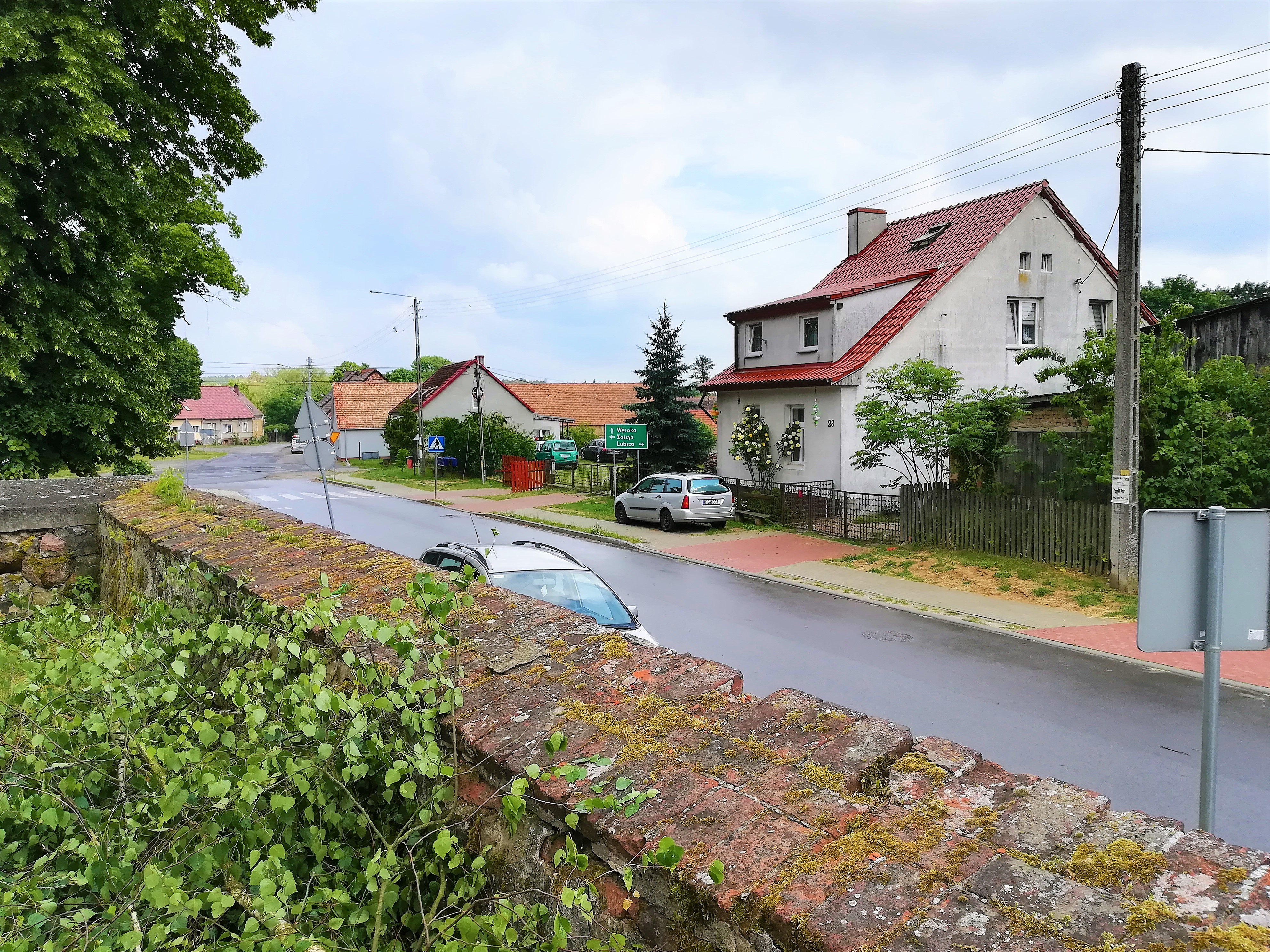
Fragment centrum wsi

Boryszyn (niem. Burschen) – wieś w Polsce położona w województwie lubuskim, w powiecie świebodzińskim, w gminie Lubrza. W latach 1975–1998 miejscowość administracyjnie należała do województwa zielonogórskiego. Przez wieś przepływa Kanał Staropole.
Wieś duchowna, własność komandorii joannitów w Łagowie pod koniec XVI wieku leżała w powiecie poznańskim województwa poznańskiego.

## Historia
Do 1256 roku własność biskupstwa poznańskiego, następnie wieś z powodu słabego zaludnienia przekazana pod opiekę dla templariuszy, którzy prowadzili w okolicy akcję osiedleńczą. Boryszyn znajdował się na terenach przygranicznych Brandenburgii oraz Polski i od około XIII wieku jego przynależność państwowa powodowała powstawanie sporów granicznych. Pod koniec XIII wieku król Polski Przemysł II potwierdził prawa Polski do Boryszyna. Po kasacie zakonu templariuszy w 1312 roku własność nad wsią przechodziła z rąk do rąk, aż do 1347 roku kiedy to kontrolę nad wsią przejęła komandoria joannitów z Łagowa.

## Zabytki
Do wojewódzkiego rejestru zabytków wpisane są:
- kościół ewangelicki, obecnie rzymskokatolicki filialny pod wezwaniem Zwiastowania NMP, drewniany, z 1648 roku; jest to budowla o konstrukcji zrębowej, przy której w 1690 r. dobudowano wieżę
- dom – chata nr 39, drewniana, z 1703 roku
- obiekty Międzyrzeckiego Rejonu Umocnionego, z lat 1934-1945, dec. → Międzyrzecz, Centralny Odcinek MRU:
  - schron bojowy Pz.W. nr 778.

## Zlot Miłośników Fortyfikacji
W latach 2003–2013 w okolicach wsi, odbywał się organizowany przez władze gminy Lubrza – Zlot Miłośników Fortyfikacji, który rokrocznie przyciągał około 20 000 gości. Impreza połączona była między innymi z Międzynarodowym Festiwalem Zespołów Rockowych, na którym w 2008 roku w charakterze jury zasiadał Marek Sierocki. W związku z decyzją władz Gminy Lubrza o wydzierżawieniu Pętli Boryszyńskiej prywatnej firmie, gmina zrezygnowała z organizacji Zlotu koncentrując się na nowej inicjatywie pt. Festiwal Piosenki Żołnierskiej w Lubrzy. W 2014 roku na terenie dawnego Zlotu Miłośników Fortyfikacji zorganizowano Wrak Race.